# 385 î.Hr.

## Nașteri
- dată necunoscută: Anaximene din Lampsacus retorician și istoric grec antic (d. 320 î.Hr.)